# Clidemia trinitensis
Clidemia trinitensis är en tvåhjärtbladig växtart som först beskrevs av Hermann Crueger, och fick sitt nu gällande namn av August Heinrich Rudolf Grisebach. Clidemia trinitensis ingår i släktet Clidemia och familjen Melastomataceae. Inga underarter finns listade i Catalogue of Life.